# Ліса Реґнель
Ліса Реґнель (швед. Lisa Regnell, 3 лютого 1887 — 5 листопада 1979) — шведська стрибунка у воду.
Срібна медалістка Олімпійських Ігор 1912 року.